# Giro d’Italia 1925

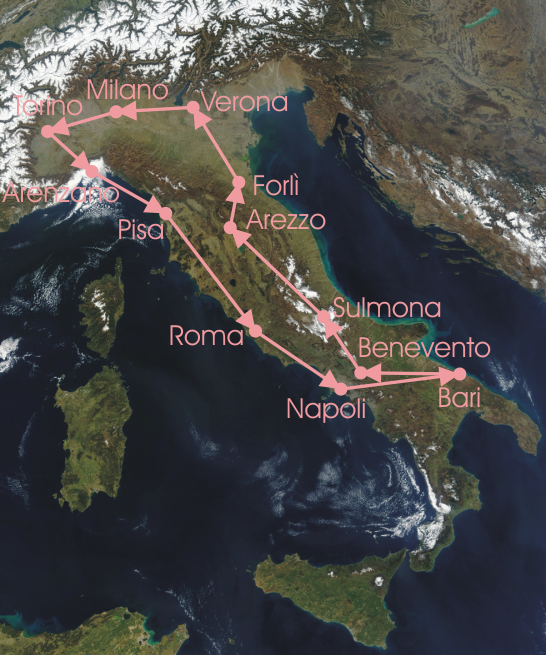
Streckenverlauf des Giro

Der 13. Giro d’Italia fand vom 16. Mai bis 7. Juni 1925 statt. 
Das Radrennen bestand aus 12 Etappen mit einer Gesamtlänge von 3.520 Kilometern. Von 126 Teilnehmern erreichten 39 das Ziel. Alfredo Binda errang bei seiner ersten Teilnahme den Giro-Sieg vor Costante Girardengo. Die Mannschaftswertung gewann das Team Legnano.

## Etappen
| Etappen    | Start – Ziel       | km  | Etappensieger       | Gesamterster        |
| ---------- | ------------------ | --- | ------------------- | ------------------- |
| 1. Etappe  | Mailand – Turin    | 278 | Pietro Linari       | Pietro Linari       |
| 2. Etappe  | Turin – Arenzano   | 279 | Costante Girardengo | Costante Girardengo |
| 3. Etappe  | Arenzano – Pisa    | 315 | Pietro Bestetti     | Costante Girardengo |
| 4. Etappe  | Pisa – Rom         | 337 | Costante Girardengo | Costante Girardengo |
| 5. Etappe  | Rom – Neapel       | 260 | Gaetano Belloni     | Alfredo Binda       |
| 6. Etappe  | Neapel – Bari      | 314 | Alfredo Binda       | Alfredo Binda       |
| 7. Etappe  | Bari – Benevent    | 234 | Costante Girardengo | Alfredo Binda       |
| 8. Etappe  | Benevent – Sulmona | 275 | Giovanni Brunero    | Alfredo Binda       |
| 9. Etappe  | Sulmona – Arezzo   | 376 | Costante Girardengo | Alfredo Binda       |
| 10. Etappe | Arezzo – Forlì     | 224 | Costante Girardengo | Alfredo Binda       |
| 11. Etappe | Forlì – Verona     | 318 | Costante Girardengo | Alfredo Binda       |
| 12. Etappe | Verona – Mailand   | 307 | Gaetano Belloni     | Alfredo Binda       |